# Wiesenschnake
Die Wiesenschnake oder auch Sumpfschnake (Tipula paludosa) ist eine Art aus der Familie der Schnaken.

## Merkmale

### Imagines
Die Wiesenschnake ist eine relativ große Mückenart. Männchen besitzen eine Körperlänge von 16 bis 18, Weibchen von 19 bis 25 Millimeter. Die Flügel sind 16 Millimeter lang oder länger, wobei die Männchen auffallend längere Flügel besitzen als die Weibchen. Die Tiere sind einfarbig bräunlichgrau gefärbt, wobei bei den Weibchen eher die braune Tönung überwiegt. Wie bei fast allen Tipulidae ist der Körper langgestreckt mit walzenförmigem Hinterleib, die Beine sind auffallend lang und dünn, die Flügel in Ruhelage schräg vom Körper abgespreizt. Bei genauerer Betrachtung fällt eine v-förmige Naht auf dem Thorax und das Fehlen von Punktaugen (Ocellen) auf. Weiterhin ist der Kopf vor den Augen in einen Fortsatz verlängert, der Rostrum genannt wird. Bei Tipula paludosa und den verwandten Arten tragen die Fühler keine Vorsprünge oder Fortsätze, jedes Glied trägt aber einen Quirl langer Haarborsten. Die Flügel sind klar und ungefleckt. Bei genauerer Betrachtung zeigt sich, dass das vorderste Flügelfeld (Costalfeld) abgesetzt etwas dunkler gefärbt ist. Direkt dahinter besitzt die Flügelmembran einen milchigweiß getrübten, unscharf begrenzten Wisch (am besten gegen dunklen Hintergrund zu sehen).
Bei Tipula paludosa sind die Fühler bei Männchen und Weibchen vierzehngliedrig, bei den meisten verwandten Arten besitzen sie nur dreizehn Segmente. Zur sicheren Bestimmung der Tipula-Arten müssen aber die Genitalbildungen von Männchen und Weibchen verglichen werden. Bei den Weibchen ist das letzte (neunte) Abdominalsegment verlängert und zugespitzt; es trägt zwei Paar lange Anhänge, die Cerci und die Hypovalvae. Diese bilden zusammen einen Legebohrer (Ovipositor) für die Eiablage. Bei den Männchen ist das neunte Abdominalsegment kürzer, es ist zu einem Hypopygium genannten Begattungsorgan umgebildet. Artspezifisch ist der hintere Fortsatz des neunten Sternits und zwei Paar hakenförmige Anhänge. Bei der Art ist der Hypopyg in einen seitlichen Fortsatz ausgezogen, der an der Spitze nicht schmaler ist als im Basalteil, er trägt an der Oberkante eine Reihe mit etwa 15 goldgelben Borstenhaaren.
Obwohl eine sichere Bestimmung von Tipula paludosa somit schwierig ist, ist es relativ leicht, die Art von der Kohlschnake Tipula oleracea zu unterscheiden, mit der sie häufig gemeinsam vorkommt (die anderen Tipula-Arten sind normalerweise nur in Sümpfen oder Gewässernähe zu erwarten). Bei T. paludosa sind die Komplexaugen bei Betrachtung des Kopfs von unten (!) relativ weit voneinander getrennt, immer weiter als das erste Fühlerglied lang ist. Bei T. oleracea ist der Zwischenraum viel kleiner, die Augen stoßen nahezu aneinander. Außerdem sind bei den Weibchen von T. paludosa die Flügel kürzer als der Hinterleib, bei T. oleracea länger. Der innere Fortsatz des Hyxpopygs ist bei T. oleracea viel schmaler und läuft nach außen spitz zu, er trägt keine gelbe Borstenreihe.

## Larven
Die Larven der Tipuliden sind lange, zylindrisch geformte Tiere ohne Beine oder seitliche Fortsätze. Die Kopfkapsel ist hart sklerotisiert, aber sehr klein und kann in den Rumpf zurückgezogen werden (hemicephale Kopfbildung). Am auffallendsten und für eine Bestimmung wesentlich ist das Hinterende der Larve. Dieses trägt auf einer dunklen, sklerotisierten Platte die Stigmen. Umgeben ist diese Platte von sechs lappenartigen Fortsätzen, vier paarweise näher beieinander stehenden auf der Dorsalseite und einem etwas abgesetzten Paar auf der Ventralseite. Diese Bildung hat phantasievolle Betrachter an ein Gesicht mit großen dunklen Augen und Hörnern erinnert und wird deshalb als „Teufelsfratze“ bezeichnet. Unterhalb dieser Fortsätze sitzt auf der Ventralseite eine unterschiedliche Anzahl ausstülp- und einziehbarer Analpapillen. Bei Tipula paludosa und verwandten Arten sind die Lappen der „Teufelsfratze“ weiß und nicht sklerotisiert, relativ kurz und abgerundet sowie untereinander fast gleich lang. Es sind zwei Paar Analpapillen vorhanden, deren oberes langgestreckt und spitz und deren unteres sehr kurz und abgerundet ist. Die Larven sind nicht wie die meisten Schnakenlarven weiß gefärbt, sondern bräunlich (aber ohne auffallende Längsstreifen), die Kutikula ist dabei derb und lederartig (im englischen Sprachraum wird sie daher als „leatherjacket“ = „Lederjacke“ bezeichnet). Die Larven erreichen im letzten Stadium eine Länge von 44 Millimetern. Es ist aber nicht möglich, die Larven von Tipula paludosa von den verwandten Arten der Untergattung Tipula (einschließlich oleracea) verlässlich zu unterscheiden.

## Puppen
Die Puppen der Tipuliden sind langgestreckt walzenförmig mit drei verschmolzenen Thorax- und acht freien Abdominalsegmenten. Sie tragen Reihen kurzer Dörnchen ringförmig um die Abdominalsegmente. Vorn am Prothorax sitzen zwei antennenartige Fortsätze, die sogenannten Atemhörner. Die Puppen besitzen freie Flügelscheiden, die bis zum zweiten Abdominalsegment reichen, und Beinscheiden, die zwischen ihnen liegen und gerade ausgestreckt und parallel zueinander bis zum dritten oder vierten Segment reichen. Am Kopfende sind außerdem die Scheiden von Fühlern und Maxillarpalpen erkennbar. Wichtig für die Unterscheidung der Arten und Artengruppen ist die Bedornung des achten Abdominalsegments. Dieses trägt sieben Paare starker Dornen. Eine Bestimmung kann mit versucht werden, sie ist aber unsicher.

## Lebenszyklus
Die Wiesenschnake besitzt eine Generation pro Jahr. Die Imagines fliegen in den letzten beiden Augustwochen und den ersten beiden Septemberwochen. Häufig kann man in Wiesen in dieser Zeit aneinander gekoppelte Pärchen in Kopula beobachten. Die Tiere hängen mit dem Hinterende und entgegengesetzt gerichteten Körpern aneinander, sie sind in dieser Stellung flugfähig. Die Imagines sind kurzlebig, die Paarung erfolgt normalerweise unmittelbar nach dem Ausschlüpfen. Das Weibchen trägt zu diesem Zeitpunkt bereits die fertig gebildeten Eier im Hinterleib. Aufgrund der kurzen Flügel ist es nur eingeschränkt flugfähig und kann in der Luft kaum Strecken länger als etwa fünf Meter am Stück zurücklegen, es kommt daher nur in der Nähe der Lebensräume der Larven vor. Es legt nach der Befruchtung die Eier etwa 5 Millimeter tief im Boden ab und stirbt anschließend. Oft sind tote Tiere zu finden, die es nicht geschafft haben, alle Eier abzulegen. Pro Weibchen werden etwa 300 bis 500 Eier abgelegt.

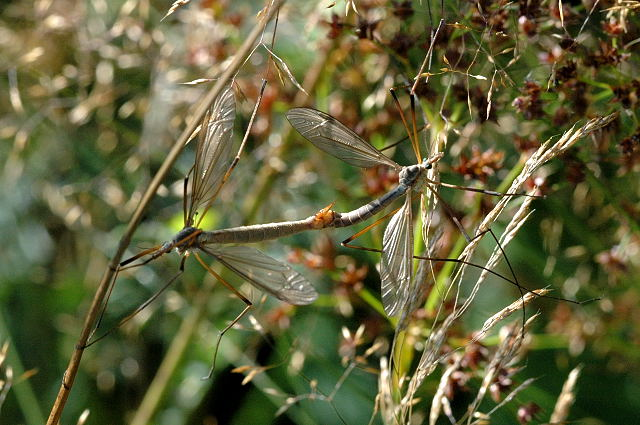
Paarung

Aus den Eiern schlüpft nach 11 bis 15 Tagen das erste Larvenstadium. Das dritte Larvenstadium überwintert. Die Larven leben fast ausschließlich in der allerobersten Bodenschicht, bis in etwa 2,5 Zentimeter Tiefe, sie überwintern auch dort. Im darauffolgenden Juni wird das vierte Larvenstadium erreicht, dieses wiegt etwa 300 bis 500 Milligramm. Nach dem Erreichen der maximalen Größe legen die Larven eine Ruhepause von sechs bis acht Wochen Dauer ein. Das der Verpuppung vorangehende Präpuppen-Stadium kriecht etwas tiefer in den Boden, verliert dann aber seine Beweglichkeit und verpuppt sich.
Vor dem Ausschlüpfen kriecht die Puppe (eigentlich: die fertige, in der Puppenhaut eingeschlossene Imago) mit wellenförmigen Bewegungen zur Bodenoberfläche.
Das Ausschlüpfen aus der Puppenhaut erfolgt meist mit freiem Vorderkörper, während das Hinterende noch im Boden steckt.

## Ökologie und Lebensweise
Die Wiesenschnake ist eine Art offener, unbewaldeter Habitate. Im Gegensatz zu den meisten verwandten Arten hat sie ihren Verbreitungsschwerpunkt nicht in Sümpfen oder Gewässern, sondern bevorzugt frische, mittlere Böden. Häufig ist sie in Lebensräumen mit geschlossener Grasdecke, insbesondere landwirtschaftlichem Grünland. Sie besiedelt Wiesen und Weiden, daneben aber auch Rasenflächen aller Art. In diesen Lebensräumen kommt sie oft gemeinsam mit der Kohlschnake vor. In Sümpfen fehlt sie nicht vollkommen, wird aber meist von verwandten Arten ersetzt. Die Art ist recht empfindlich gegenüber Überschwemmungen der Bodenoberfläche.
Die Larven ernähren sich als Pflanzenfresser, in erster Linie wurzelfressend (rhizophag) von den Gräserwurzeln kurz unterhalb der Bodenoberfläche, aber auch von oberirdisch wachsenden Pflanzenteilen. Dazu verlassen die Larven besonders nachts ihre Erdgänge. Bei bedecktem, regnerischem Wetter ist auch tagsüber eine Fraßtätigkeit zu beobachten.
Die Larven werden von parasitoiden Nematoden der Familie Steinernematidae befallen, welche wiederum in Symbiose mit Bakterien der Familie Morganellaceae leben. Die Bakterien scheiden verschiedene Toxine aus, die die Schnakenlarven innerhalb von ein bis zwei Tagen absterben lassen. Die Nematoden ernähren sich von den Überresten der toten Larven.

## Ökonomische Bedeutung
Bei Massenauftreten, bedingt durch eine feucht-kühle Witterung zur Zeit der Eientwicklung und des ersten Larvenstadiums sowie durch milde Winter kann die Wiesenschnake Schäden an Rasenflächen verursachen: Auf gepflegten Rasenflächen ist ein starkes Vorkommen der Wiesenschnake an vermindertem Wachstum, gelb-braunen Verfärbungen der Blätter und dem Auftreten von nesterförmigen Kahlstellen zu erkennen. Vergleichbare Schäden sind häufig auch in landwirtschaftlichem Grünland zu beobachten. Schäden in Getreidefeldern kommen vor, sind aber seltener; oft sind sie hier an frisch umgebrochene Grünlandflächen gebunden. Junge Sämlinge können in Höhe der Bodenoberfläche abgebissen werden, oft werden auch die Triebe und Blätter teilweise gefressen. Die Art ist weitgehend an Gräser gebunden, Schäden an Nicht-Grasartigen wie Gemüsekulturen gehen wahrscheinlich eher auf die Kohlschnake zurück.
Wiesenschnaken wurden bei starkem Befall oft mit Pestizideinsatz bekämpft. Chemische Mittel sind allerdings nicht mehr zugelassen. Versuche einer biologischen Bekämpfung durch ein spezifisches Virus (früher „Tipula iridescent virus“ (TIV); heute: Invertebrate iridescent virus 1 (IIV-1)) sind nicht praxisreif. Bacillus thuringiensis israelensis als Köder gemischt mit Weizenkleie ist nur in hohen Konzentrationen erfolgreich, hat jedoch keine Zulassung. Der Einsatz von insektenpathogenen Nematoden gegen das erste Larvenstadium ist möglich (Steinernema feltiae, „SF-Nematoden“).

## Verbreitung
Die Wiesenschnake ist eine west- bis zentraleuropäische Art. Sie lebt auf der iberischen Halbinsel (Spanien und Portugal) über West- und Zentraleuropa, einschließlich Großbritannien und Irland, nördlich bis zu den Faröer-Inseln und Mittelschweden. Die Ostgrenze der Verbreitung liegt bereits im östlichen Mitteleuropa, die Art kommt nur noch vereinzelt bis zur Westukraine vor. Im Süden ist sie auf Norditalien und den nördlichen Balkan beschränkt und fehlt auf den eigentlichen Halbinseln.
Nach Nordamerika wurde die Art eingeschleppt; dort ist sie heute weit verbreitet. Der erste Nachweis stammt von 1955 von der Kap-Breton-Insel, Nova Scotia. Schon 1959 wurden erste ökonomische Schäden aus Neufundland gemeldet. 1965 erreichte die Art Vancouver (British Columbia) und damit die Pazifikküste. 1980/1981 gab es ein Massenvorkommen im Bundesstaat Washington mit hohen ökonomischen Schäden. Die Südgrenze der Verbreitung liegt etwa auf dem 45. Breitengrad. Die berichteten ökonomischen Schäden scheinen in Nordamerika höher zu liegen als in Europa.